# ECM (gravadora)
ECM (Edition of Contemporary Music) é uma gravadora fundada em Munique, Alemanha, em1969 por Manfred Eicher. Embora a ECM seja mais conhecida como um selo de jazz, a gravadora lançou uma grande variedade de artistas de diversos gêneros.
O lema da ECM é conhecido como "O som mais belo, depois do silêncio"  ou "o som mais belo, próximo do silêncio".
O selo foi distribuído nos EUA pela Warner Bros. Records, PolyGram, BMG, e, desde 1999, pela Universal Music, que comprou a PolyGram.
As capas dos álbuns foram reproduzidas em dois livros, Sleeves of Desire e Windfall Light, ambos publicados por Lars Müller.

## História
O primeiro lançamento da ECM foi Free at Last do pianista americano Mal Waldron, em 1969. Durante alguns anos a gravadora especializou-se em jazz, laçando pianistas como Keith Jarrett, Chick Corea, Paul Bley e Egberto Gismonti; o saxofonista Jan Garbarek, o vibrafonista Gary Burton; o baterista Paul Motian; guitarristas Pat Metheny e John Abercrombie; contrabaixistas Eberhard Weber, Charlie Haden e Dave Holland.
Existe uma clara ligação entre algumas gravações da ECM e a chamada world music, especialmente as gravações "folk" de Jan Garbarek e do grupo Codona (um trio formado pelos músicos Naná Vasconcelos, Don Cherry e Collin Walcott).
Em 2002 e 2004 ECM relançou alguns CDs através da série ":rarum". Alguns músicos que contribuíram com a série foram Keith Jarrett, Jan Garbarek, Chick Corea, Gary Burton, Bill Frisell, Pat Metheny, Dave Holland, Egberto Gismonti, Jack DeJohnette, John Abercrombie, Carla Bley, Paul Motian, Eberhard Weber.
Depois de trabalhar na redação da Melody Maker, Steve Lake entrou para a equipe da ECM em 1978. Trabalhando predominantemente para o departamento de redação, ele também produziu cerca de 40 álbuns, muitos deles com músicos de jazz experimental como Evan Parker, Roscoe Mitchell, Hal Russell, Robin Williamson, Joe Maneri ou Mat Maneri. Além disso, Steve Lake publicou o livro Horizons Touched: The Music of ECM (2007) com o crítico Paul Griffiths e contribuiu para os livros Sleeves of Desire: a Cover Story (1996), Windfall Light: The Visual Language of ECM (2010) and ECM - A Cultural Archaeology (2012).

## Filmes e Documentários
Em 1986, o director Jan Horne filmou o documentário de 60 minutos Bare Stillheten sobre Eicher e a gravadora em Munique, Oslo e Tokyo com a participação de Garbarek, Terje Rypdal, Jon Christensen, Arild Andersen, John Surman, Eberhard Weber, e outros.

O documentário de Peter Guyer e Norbert Wiedmer chamado Sounds and Silence (2010) que enfoca o cotidiano de trabalho de Manfred Eicher com vários músicos como Arvo Pärt, Nik Bärtsch, Anouar Brahem, Dino Saluzzi e Anja Lechner, Jan Garbarek. As gravações da trilha sonora que compõe o filme estão no dcumentário Music for the Film - Sounds and Silence (ECM 2250).

Em 2014, foi lançado o documentário Arrows Into Infinity (ECM 5052) com Charles Lloyd e dirigido por sua esposa Dorothy Darr junto com Jeffery Morse. No mesmo ano, o documentário Radhe Radhe: Rites of Holi (ECM 5507) trouxe imagens de Prashant Bhargava com música de Vijay Iyer chamado.

Além desses filmes, ECM lançou vídeos de concerto de Karaindrou, Marc Sinan, Keith Jarrett solo e com seu Standard Trio.

## Discografia
Ao longo dos anos a ECM lançou centenas de artistas que podem ser conferidos na lista completa dos álbuns gravados.

## Prêmios
- 1980: Down Beat: Record Label of the Year
- 2005: MIDEM Classical Awards: Label of the Year
- 2007: MIDEM Classical Awards: Label of the Year; Jazz Journalists Association: Label of the Year
- 2008: Down Beat: Record Label of the Year
- 2009: Down Beat: Record Label of the Year
- 2010: Down Beat: Record Label of the Year
- 2011: JazzWeek Awards: Record Label of the Year
- 2012: Down Beat: Record Label of the Year; Jazz Journalists Association: Record Label of the Year
- 2013: Down Beat: Record Label of the Year; Jazz Journalists Association: Record Label of the Year; JazzTimes: Record Label of the Year
- 2014: Jazz Journalists Association: Record Label of the Year; Down Beat: Record Label of the Year